# 灵岩寺 (长清)
36°21′45″N 116°58′41″E / 36.36250°N 116.97806°E
灵岩寺位于中国山东省济南市长清区万德镇，地处泰山西北，始建于东晋，于北魏孝明帝正兴元年（公元520年）开始重建，至唐代达到鼎盛，与浙江天台国清寺，湖北江陵玉泉寺，南京栖霞寺同称天下“四大名刹”。
灵岩寺风景秀丽，明代文学家王世贞有“登泰山不至灵岩不成游”之说。寺内千佛殿藏有四十罗汉泥塑，其中三十二座制作于宋代，八座作于明代，塑像栩栩如生，形态各异，被梁启超称为“海内第一名塑”。辟支塔始建于宋淳化五年（994年），竣工于嘉祐二年（1057年），位于千佛殿西北，为八角九层楼阁式砖塔，高55.7米。墓塔林是唐代以来埋葬历代灵岩寺住持高僧的地方，塔林中共有墓塔167座，墓志铭、石碑81幢。灵岩寺地位尊崇，僧人玄奘曾住在寺内翻译经文；自唐高宗以来，历代皇帝到泰山封禅，也多到寺内参拜。

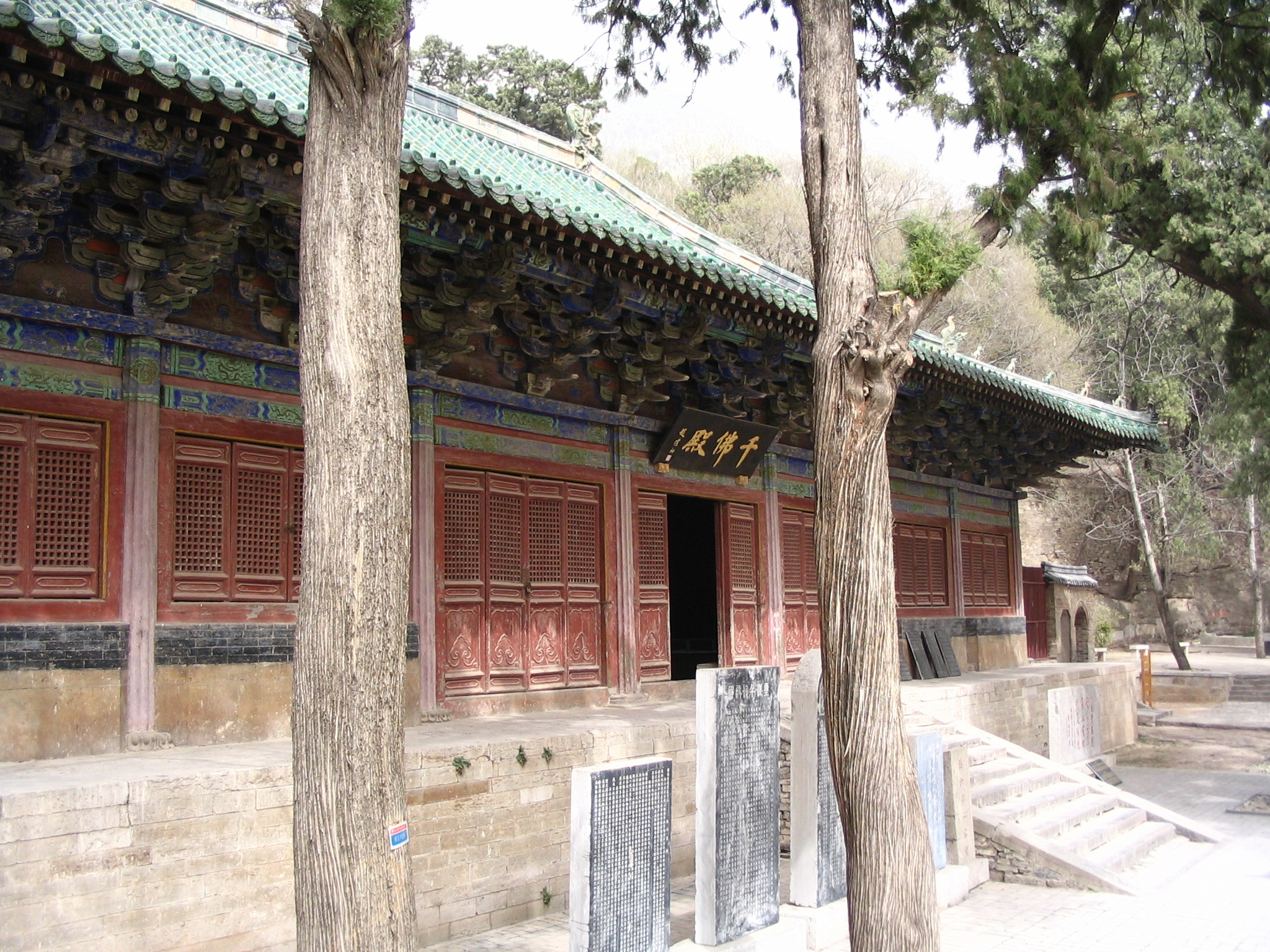
千佛殿为明代重建，面阔七间，进深四间
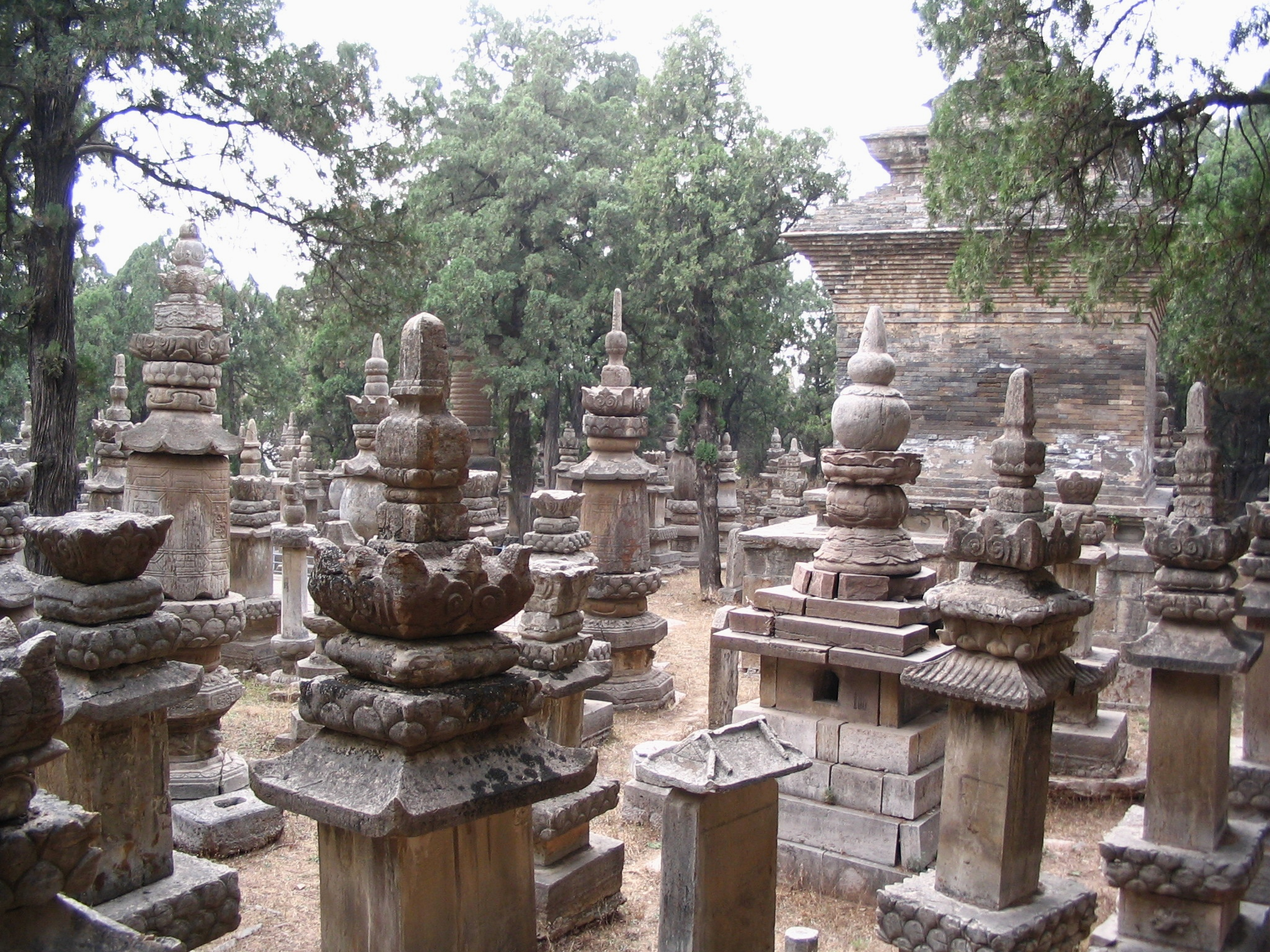
墓塔林
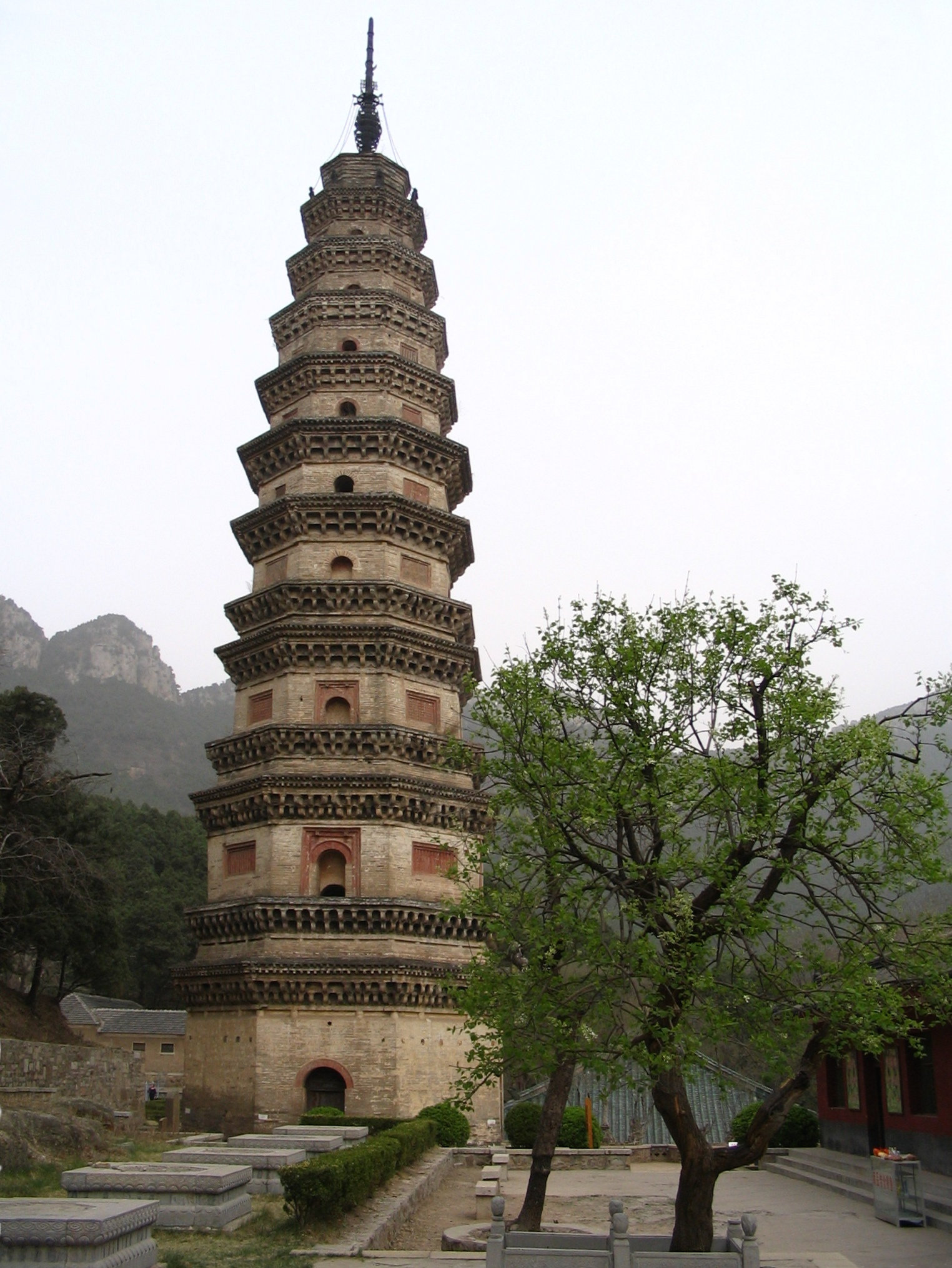
辟支塔
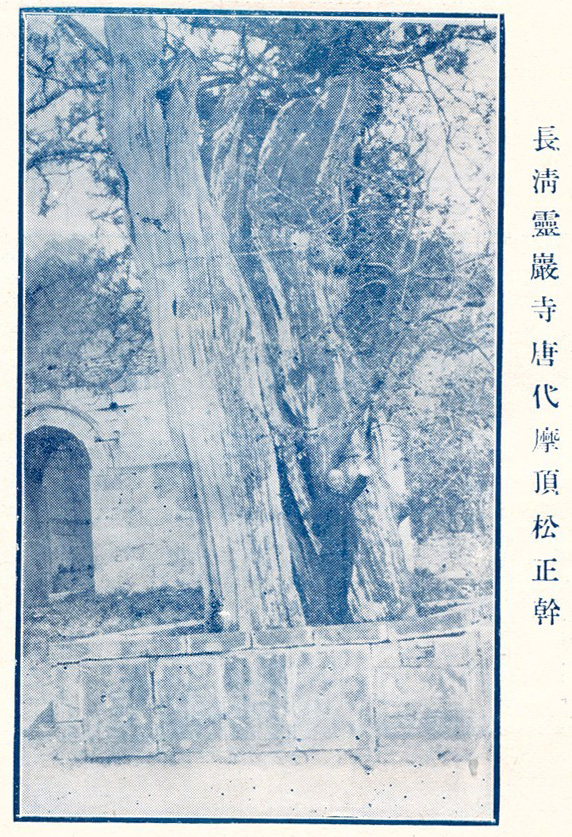
長清靈巖寺唐代摩頂松正幹
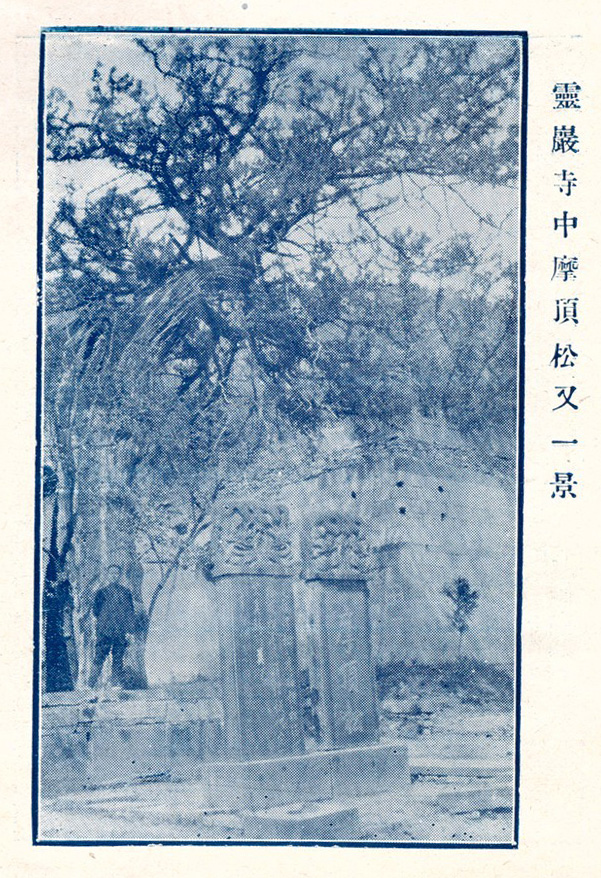
靈巖寺中摩頂松又一景